# Art. 519 codice penale
Art. 519 codice penale è un film del 1952 diretto da Leonardo Cortese, al debutto come regista.

## Trama
Un giovane dottore amoreggia con una minorenne. La famiglia di lei lo scopre ma l'uomo si rifiuta di sposarla tanto che viene accusato di violenza e portato in tribunale.

## Produzione
Il film, che vede il debutto di Cortese alla regia, è una commistione tra due filoni cinematografici all'epoca molto popolari tra il pubblico italiano: il melodramma strappalacrime (in seguito ribattezzato dalla critica con il termine neorealismo d'appendice) ed il poliziesco.
Venne annunciato in un primo momento col titolo Violenza carnale.
Ebbe l'iscrizione al Pubblico Registro Cinematografico 1.125 ed ottenne il visto di censura 12.741 il 6 ottobre 1952.

### Cast tecnico
- Direttori di produzione: Elios Vercelloni e Robert Chabert
- Arredatore: Ferdinando Ruffo
- Aiuto registi: Giorgio Capitani e Alain Roux

## Distribuzione
Il film venne distribuito nel circuito cinematografico italiano il 29 ottobre del 1952.

## Accoglienza
Il film incassò 133.650.000 lire dell'epoca.